# C++03
C++03 是 C++ 语言国际标准的一个版本，正式名称是 ISO/IEC 14882:2003。该标准由国际标准化组织（ISO）和国际电工委员会（IEC）共同制定。
C++03 取代了 C++ 标准的前一个版本 C++98，后被 C++11 所取代。C++03 主要是在前一个版本的基础上针对实现方的一些问题进行了修复，从而在各个实现间达到一致、保持了可移植性。该版本共涉及 92 项核心语言缺陷报告、125 项库缺陷报告，所提供的新特性只有一项：值初始化（英語：value initialization）。
C++03 的第 69 号库缺陷报告非常值得一提，为了解决该问题，标准中加入了「std::vector 中的元素必须连续存储」的要求。